# Ritorno della famiglia di Gesù a Nazareth

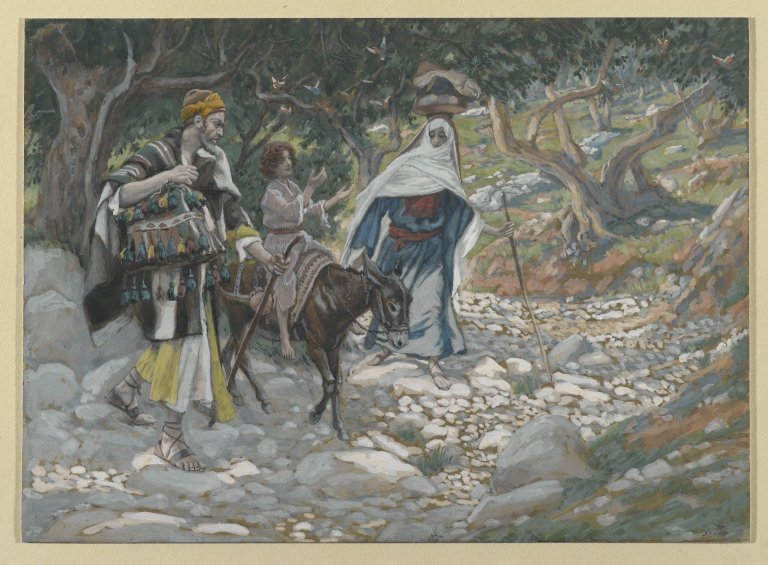
Ritorno dall'Egitto di James Tissor, Brooklyn Museum

 Il ritorno della famiglia di Gesù a Nazareth è un episodio della vita di Gesù riferito dal Vangelo secondo Matteo e dal Vangelo secondo Luca. Entrambi i vangeli che raccontano la nascita di Gesù concordano sul fatto che egli sia nato a Betlemme e poi si sia trasferito definitivamente con la sua famiglia a Nazareth. I racconti dei due vangeli differiscono però sulla motivazione e la modalità del trasferimento a Nazareth.
Il Vangelo di Matteo descrive come Giuseppe, Maria e Gesù andarono in Egitto per sfuggire al massacro dei maschietti ordinato da Erode il Grande. Matteo non menziona Nazareth come la precedente dimora di Giuseppe e Maria, ma dice che Giuseppe, dopo la morte di Erode, ebbe paura di andare in Giudea perché lì regnava suo figlio Erode Archelao e quindi andò con la famiglia a Nazareth.
Il Vangelo di Luca, d'altra parte, non riferisce nulla sulla fuga in Egitto, ma dice che Giuseppe e Maria vivevano in precedenza a Nazareth e si erano recati a Betlemme in occasione del censimento di Quirinio, poi erano tornati a Nazareth dopo la Presentazione di Gesù al Tempio.